# La Prime (roman)
Pour les articles homonymes, voir La Prime.
La Prime (titre original : One for the Money) est un roman policier américain de Janet Evanovich publié en 1994. C'est le premier roman mettant en scène la chasseuse de primes Stephanie Plum.

## Résumé
Dans ce roman, Stephanie Plum, vendeuse de lingeries fines est au chômage depuis plusieurs semaines. Elle décide donc de voir si son « adorable » cousin Vinnie, un prêteur sur gage, n'aurait pas du travail pour elle en tant que secrétaire. Cependant, il n'en est rien. Mais Stephanie Plum n'est pas une femme à se laisser démonter pour autant. Elle décide donc de postuler pour le poste de chasseuse de primes.
Sa première proie n'est autre que Joe Morelli. Un homme qui un temps lui fit tourner la tête. Mais lorsqu'il y a 10 000 dollars US à la clé, Stephanie Plum est capable de partir à la poursuite d'un flic recherché pour meurtre.

## Adaptation
2012 : Recherche Bad Boys désespérément (One for the Money), film américain réalisé par Julie Anne Robinson, avec comme actrice principale Katherine Heigl (interprétant le rôle de Stephanie Plum).